# Дівчинка моя
«Дівчинка моя» — кінофільм режисера Євгена Лунгіна, що вийшов на екрани в 2008 році.

## Зміст
Астров – джаз-зірка. Після чергового виступу він прокидається в своєму номері разом із неповнолітньою прихильницею, яка стверджує, що він узяв її силою. Розгорається скандал, герою загрожує величезний термін, його репутація загублена бульварної пресою. Тим не менше музикант не здається і береться довести, що дівчинка безсоромно бреше.

## Ролі
| Актор                | Роль |
| -------------------- | ---- |
| Агрипина Стеклова    | -    |
| Дмитро Хоронько      | -    |
| Катерина Копанова    | -    |
| Володимир Майсурадзе | -    |
| Наталія Тетенова     | -    |
| Володимир Антоник    | -    |
| Юрій Осипов          | -    |
| Юлія Полинская       | -    |
| Ольга Хохлова        | -    |
| Яна Чигир            | -    |

## Знімальна група
- Режисер — Євген Лунгін
- Сценарист — Олена Гордєєва
- Продюсер — Валентин Опалєв, Олександр Разаренов, Влад Ряшин
- Композитор — Дмитро Хоронько